# 朱迪思·科林斯
朱迪思·科林斯（Judith Collins）是紐西蘭偏右翼政治人物、連任八屆的國會議員。
科林斯過去曾是紐西蘭國家黨內閣中順位最高的女性閣員，曾於2008年起先後擔任約翰·基政府中的法務部、懲教部、警政署、醫療保險委員會、退伍軍人委員會、及族群委員會等部會首長。但在2014年《骯髒政治》爆料事件爆發後下台，但在接受司法調查後於2015年重返內閣，之後依次任約翰·基和比爾·英格利希內閣中的族羣部長兼懲教部長、和能源及資源部長兼利潤部長，直至2017年末下野。
科林斯於2016年12月6日宣布參選紐西蘭國家黨黨魁，但於同月8日退選。近四年後的2020年7月14日，由於臨近大選，但國家黨支持度持續落後，她獲黨內協商，臨危當選黨魁。最終國家黨仍失逾廿議席，為該黨史上第二差的成績。一年後，因支持度持續低迷且引起黨內紛爭，卒觸發其遭黨團罷免。
2023年，國家黨重拾執政權，她隨之再度入閣，任檢察總長。
其丈夫大衞·王·董（David Wong tung）來自斐濟華裔家庭。